# John R. Ross
John Robert "Haj" Ross (Boston, 7 de mayo de 1938-13 de mayo de 2025) fue un lingüista estadounidense.

## Biografía
Tuvo un papel importante en el desarrollo de la semántica generativa (por oposición con la semántica interpretativa), conjuntamente con George Lakoff, James D. McCawley y Paul Postal. Ross fue estudiante de Bernard Bloch, Samuel Martin y Rulon Wells en la Universidad Yale, de Zellig Harris, Henry Hiz, Henry Hoenigswald y Franklin Southworth en la Universidad de Pensilvania, y de Roman Jakobson,  Noam Chomsky, Morris Halle, Paul Postal, Edward Klima y Hu Matthews en el MIT.